# Hajiwka (hromada Smoline)
Hajiwka (ukr. Гаївка, do 2016 Łenina, ukr. Ленина) – wieś na Ukrainie, w obwodzie kirowohradzkim, w rejonie nowoukraińskim, w hromadzie Smoline. W 2001 liczyła 289 mieszkańców, wśród których 276 wskazało jako ojczysty język ukraiński, 5 rosyjski, a 8 mołdawski.